# ییرژی هربتس
 ییرژی هربتس (چکی: Jiří Hřebec؛ زادهٔ ۱۹ سپتامبر ۱۹۵۰) یک تنیس‌باز اهل جمهوری چک است. 